# Kapangan
Kapangan ist eine philippinische Stadtgemeinde in der Provinz Benguet. Sie hat 19.361 Einwohner (Zensus 1. August 2015).

## Baranggays
Kapangan ist politisch unterteilt in 15 Baranggays.
- Balakbak
- Beleng-Belis
- Boklaoan
- Cayapes
- Cuba
- Datakan
- Gadang
- Gasweling
- Labueg
- Paykek
- Poblacion Central
- Pudong
- Pongayan
- Sagubo
- Taba-ao